# Karel Neffe
Karel Neffe (ur. 21 lutego 1985 w Pradze) – czeski wioślarz, reprezentant Czech w czwórce bez sternika podczas Letnich Igrzysk Olimpijskich 2008 w Pekinie.
Jego ojciec, Karel Neffe starszy, także był wioślarzem.

## Osiągnięcia
- Igrzyska olimpijskie – Ateny 2004 – czwórka bez sternika – 8. miejsce[1].
- Mistrzostwa świata – Monachium 2007 – czwórka bez sternika – 7. miejsce[1].
- Mistrzostwa Europy – Poznań 2007 – czwórka bez sternika – 1. miejsce[3].
- Igrzyska olimpijskie – Pekin 2008 – czwórka bez sternika – 5. miejsce[1].
- Mistrzostwa świata – Poznań 2009 – czwórka bez sternika – 3. miejsce (w półfinałach A/B)[3].